# Semiothisa parobditaria
Semiothisa parobditaria là một loài bướm đêm trong họ Geometridae.